# センプウキ
センプウキ (Sempółki) は、ポーランド中央部、ウッチ県のグミナ・ポドデンビツェに属する村。ポドデンビツェから北西に11kmほど、県都のウッチからは西に47kmほどの距離に位置する。